# Anderson Neisen
Pour les articles homonymes, voir Neisen.
Pas d'image ? Cliquez ici

a Compétitions nationales et continentales officielles uniquement.

b Matchs officiels uniquement.
Dernière mise à jour le 24 août 2024.
Anderson Neisen, né le 3 avril 1993 à Clermont-Ferrand (Puy-de-Dôme), est un joueur français de rugby à XV. Il évolue au poste de demi d'ouverture ou d'arrière au CA Périgueux.
Il est le frère aîné de Carla Neisen,, et le cousin d'Enzo Hervé,.

## Biographie
Né à Clermont-Ferrand, Anderson Neisen commence le rugby à XV au Bugue Athletic Club à l'âge de 6 ans. Christian Badin le fait venir au centre de formation du CA Brive pour intégrer l'équipe cadets. En parallèle, il rejoint le pôle espoirs de Talence, devient champion de france crabos et entre au pôle France,.
En 2013, il est champion de France espoir Élite 2 avec le CA Brive.
Il est sélectionné en équipe de France de rugby à XV des moins de 18 ans et moins de 19 ans.
En 2014, il paraphe un nouveau bail avec le CA Brive.
En 2016, il s'engage avec Limoges rugby,. En 2017, il prolonge son contrat de deux ans avec le club.
En 2018, il s'engage avec le Valence Romans DR.
En 2019, il signe un contrat de deux ans avec le Stade aurillacois,,,.
En 2024, il est transféré au Club athlétique Périgueux Dordogne. Lors de la première journée de Nationale 2024-2025, il inscrit ses premiers points et permet aux Périgourdins de s'imposer 24-13 face au Stado Tarbes Pyrénées rugby.